# Онейда

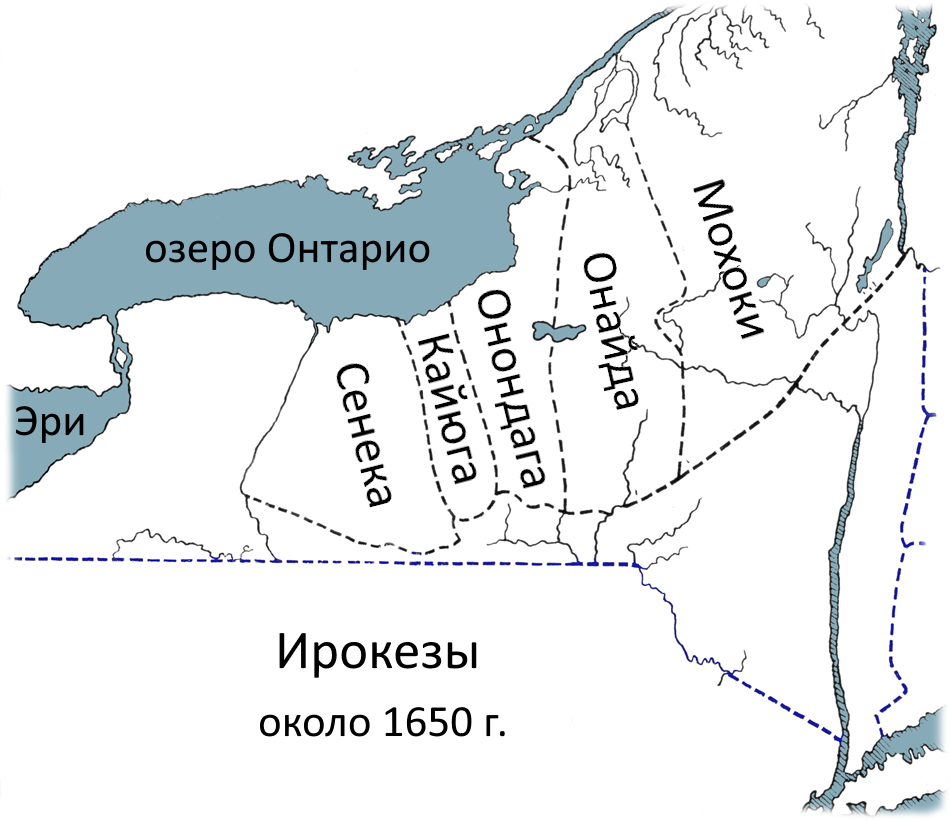
Традиционная территория онайда и других ирокезских племён к 1650 г.

Онейда (англ. Oneida people), онайда — североамериканское индейское племя, входившее в союз ирокезов. В течение XIX века численность постоянность сокращалась, достигнув в 1890 г. своего минимума и составила в штате Висконсине 1716 человек. В настоящее время представители племени проживают в штате Нью-Йорк (первоначальная территория расселения) и Висконсине (потомки переселенцев), часть онейда также проживает в канадской провинции Онтарио.

## Известные представители
- Грэм Грин — канадский киноактёр.
- Найла Роуз — американская женщина-рестлер и актриса.